# Attila Fiola
Attila Fiola (* 17. února 1990, Szekszárd, Maďarsko) je maďarský fotbalový obránce a reprezentant, který momentálně působí v klubu Puskás Akadémia FC.

## Klubová kariéra
Odchovanec Paksi FC.

## Reprezentační kariéra
Fiola debutoval v A-mužstvu Maďarska 14. 10. 2014 v kvalifikaci na EURO 2016 v Tórshavnu proti Faerským ostrovům (výhra 1:0).
S maďarským národním týmem slavil v listopadu 2015 postup z baráže na EURO 2016 ve Francii. Německý trenér maďarského národního týmu Bernd Storck jej zařadil do závěrečné 23členné nominace na EURO 2016 ve Francii. Maďaři se ziskem 5 bodů vyhráli základní skupinu F. V osmifinále proti Belgii se po porážce 0:4 rozloučili s turnajem. Na šampionátu nastoupil pouze v jednom utkání.